# Baoh
Baoh (яп. バオー来訪者 Бао: Райхо:ся) — японская манга, автором и иллюстратором которой является Хирохико Араки. Автор принял первую попытку создания полноценной сэйнэн-работы, однако манга не пользовалась популярностью и в результате Араки прекратил работу над мангой, закончив лишь 2 тома. Следующая работа JoJo's Bizarre Adventure, стала магнум-опусом, и завоевала большую популярность на территории Японии, и за её пределами. Благодаря ей, произведение Baoh стало в некоторой степени популярным.
По мотивам манги студией Studio Pierrot была выпущена OVA-серия в 1989 году.
Манга была лицензирована компанией Viz Media, которая, начиная с 1990 года выпускала ежемесячно главы. Однако из-за низких продаж выпуск манги прекратился, но вышел в 1995 году в формате танкобона. OVA-серия была также лицензирована американской компанией AnimEigo в 2000 году, однако выпуск перенесли на 2002 год.
Серия была также дублирована на Французском и Итальянском языках.

## Сюжет
Японского подростка по имени Икуро Хасидзава похищают и отвозят в таинственную лабораторию «Доресс» и при помощи паразита превращают в «Бао» — биологическое оружие. Икуро получает сверх-естественные способности. Он сбегает с помощью 9-летней девочки, которая в свою очередь обладает способностями медиума. Профессор Касуминомэ,  руководитель исследовательских работ в лаборатории посылает различных убийц и монстров, чтобы убить Икуро для предотвращения распространения паразита по всему миру.

## Список персонажей
Икуро Хасидзава (яп. 橋沢 育朗 Хасидзава Икуро:)
Сэйю: Хидэюки Хори
Главный герой истории. Ему 17 лет. В начале истории страдает амнезией и узнаёт, что находится в лаборатории, где его тело превратили в биологическое оружие — Бао. В его мозг вживили червя, который при опасных ситуациях преобразовывает тело Икуро, покрывая его сверх-мощной бронёй. Икуро также может создавать из конечностей железные орудия и лечить других. Червь живёт в носителе только 111 дней, после чего убивает его и откладывает личинки, которые в свою очередь находят новых носителей. Профессор Касуминомэ во что бы то ни стало должен убить Икуро, до тех пор, как не пройдёт 111 дней, чтобы избежать массового заражения людей червями.
Сумирэ (яп. スミレ)
Сэйю: Норико Хидака
9-ти летняя девочка-экстрасенс, способная предугадать будущее. Была заложницей в лаборатории, из-за своих способностей, которыми пользовались работники Доресса.
Доктор Касуминомэ (яп. 霞の目博士 Касуминомэ-хакасэ)
Сэйю: Итиро Нагай
Глава лаборатории Доресса, именно он создал паразита Бао.
Софине (яп. 女工作員（ソフィーヌ） Софи:ну)
Сэйю: Ё Иноуэ
Ассистент Касуминомэ.
Номер 22 (яп. 第22の男 Дай Нидзю-но но Отоко)
Сэйю: Икуя Саваки
Один из убийц, подосланных Касуминомэ. Он также должен вернуть Сумирэ. Впоследствии был убит.
Дордо (яп. ドルド Дорудо)
Сэйю: Сюити Икэда
Один из убийц, подосланных Касуминомэ. Отличный снайпер, позже выясняется, что это киборг.
Волкен (яп. ウォーケン Во:кэн)
Сэйю: Юсаку Яра
Один из убийц, подосланных Касуминомэ. Он индеец из племени Шокум. Обладает мощными психическими способностями, позволяющими ему убивать людей силой мысли.